# One-Two-GO
One-Two-GO Airlines là một hãng hàng không giá rẻ có trụ sở tại Bangkok, Thái Lan.

## Lịch sử
One-Two-GO Airlines là một công ty con của Orient Thai Airlines và hoạt động từ ngày 3 tháng 12 năm 2003 với tuyến bay Bangkok với Chiang Mai.

## Các điểm đến
Đến tháng 5 năm 2007, One-Two-Go có các tuyến bay theo lịch trình đến các điểm sau:
- Thái Lan
  - Bangkok (Sân bay Don Mueang) căn cứ
  - Chiang Mai (Sân bay Quốc tế Chiang Mai)
  - Chiang Rai (Sân bay Quốc tế Chiang Rai)
  - Hat Yai (Sân bay Quốc tế Hat Yai)
  - Krabi (Sân bay Krabi)
  - Nakhon Si Thammarat (Sân bay Nakhon Si Thammarat)
  - Phuket (Sân bay Quốc tế Phuket)
  - Surat Thani (Sân bay Surat Thani)

## Đội tàu bay
Đến tháng 5 năm 2007, đội tàu bay của hãng One-Two-Go Airlines có các tàu bay sau:
- 1 Boeing 747-300
- 4 McDonnell Douglas MD-83